# Илюмжинов, Кирсан Николаевич
Кирса́н Никола́евич Илюмжи́нов (калм. Кирсан Үлмҗин, род. 5 апреля 1962, Элиста, Калмыцкая АССР, РСФСР, СССР) — российский государственный и политический деятель, предприниматель, шахматный функционер.
Президент Республики Калмыкия с 23 апреля 1993 по 24 октября 2005. Глава Республики Калмыкия с 24 октября 2005 по 24 октября 2010. Президент Международной шахматной федерации (1995—2018).

## Биография
Родился 5 апреля 1962 в Элисте, столице Калмыцкой АССР, СССР. Отец: Николай Доржинович Илюмжинов — инженер по образованию, партийный работник, начальник отдела промышленности и транспорта Элистинского горкома КПСС. Мать: Римма Сергеевна Илюмжинова — ветеринар. Родители были депортированы в 1943 году в Сибирь, позже вернулись в Калмыкию. Братья: Санал и Вячеслав. Был назван в честь двоюродного деда, служившего в Красной армии во время Гражданской войны, и совершившего самоубийство после того, как ему было приказано казнить большое количество пленных белогвардейцев .
В 1977 году в возрасте 15 лет возглавил взрослую сборную Калмыкии по шахматам.
После окончания школы № 3 Элисты в 1979 с золотой медалью, год работал слесарем-сборщиком на заводе «Звезда». В 1980—1982 гг. служил в рядах Советской армии в Северо-Кавказском военном округе (закончив службу старшим сержантом), был членом сборной округа по шахматам.
В 1982—1989 гг. учился в Московском Государственном институте международных отношений (МГИМО). В 1988 по доносу однокурсников был исключён из института и из партии «за распитие спиртных напитков в общественном месте». После писем Илюмжинова на XIX партийную конференцию на имя генерального секретаря ЦК КПСС Михаила Горбачёва, председателя КГБ СССР Виктора Чебрикова и министра иностранных дел СССР Эдуарда Шеварднадзе и последовавшего за этим полугодового разбирательства — был восстановлен в институте и в партии.

### Политическая деятельность
18 марта 1990 был избран народным депутатом РСФСР от Манычского территориального округа № 821 (Калмыкия). С 18 октября по 12 декабря 1991 — член Совета Республик Верховного Совета СССР.

### Президент и Глава Республики Калмыкия
11 апреля 1993 избран президентом Республики Калмыкия. Вступил в должность 23 апреля 1993 года. С декабря 1993 по 2001 являлся так же членом Совета Федерации Федерального собрания Российской Федерации.
В 1995 переизбран на пост Президента Республики Калмыкия на досрочных выборах сроком на 7 лет, до 2002 года.
В ноябре 1998 года, в связи с неполучением средств из Федерального бюджета России, сделал ряд заявлений, которые были расценены как предположение о возможном выходе Калмыкии из состава Российской Федерации. В ответ на это Генеральная прокуратура РФ начала проверку по факту высказываний.
27 октября 2002 года победил во втором туре президентских выборов в Калмыкии. 24 октября 2005 года Указом Президента Российской Федерации Владимира Путина назначен главой Республики Калмыкия сроком на 5 лет.
С 16 марта по 27 сентября 2005 гг. — член президиума Государственного совета Российской Федерации.
6 сентября 2010 года заявил, что не собирается претендовать на пятый срок пребывания на посту главы республики. Его полномочия в этом качестве истекали 24 октября 2010. Президент Российской Федерации Медведев на пост главы Калмыкии предложил кандидатуру Алексея Орлова, постоянного представителя Республики Калмыкия при Президенте РФ и первого заместителя председателя правительства республики, которую утвердил Народный Хурал Калмыкии. Таким образом, Алексей Орлов сменил Илюмжинова на посту главы республики.

### Дальнейшая жизнь
12 июня 2011 года встретился в Триполи с Муаммаром Каддафи, сыграл с ним в шахматы и договорился о проведении шахматного турнира. Каддафи в очередной раз подтвердил, что должностей никаких не занимает и не собирается никуда уезжать.[прояснить].
19 сентября 2011 года, по решению высших иерархов Амарапура маханикаи Шри-Ланки, стал хранителем мощей основателя Буддизма Будды Шакьямуни. Мощи были переданы Илюмжиновым на хранение в Центральный буддийский храм Калмыкии.
В ноябре 2015 года США ввели санкции по Сирии против гражданина РФ Кирсана Илюмжинова, банка «Русский финансовый альянс» и компании Hudsotrade Limited, базирующейся в Москве. Илюмжинову вменяли «оказание материальной поддержки и действия от имени и в интересах правительства Сирии и центрального банка» страны.

## Семья
Первая жена — Данара Илюмжинова (Давашкина), сын — Давид (род. 1989).
Вторая жена — Людмила Разумова, дочь — Алина (род. 1998).
Третья жена с 27 июля 2021 — Диана Дмитриевна Илюмжинова (Гурова).

## Предпринимательство
С 1989 по 1991 — управляющий подразделением корпорации «Mitsubishi» в СССР.
В 1992 учредил вместе с Евгением Додолевым газету «Новый взгляд».
В 1993 — президент Российской палаты предпринимателей.
В марте 2000 стал председателем совета директоров трансконтинентальной корпорации «Нострак».
29 декабря 2000 стал президентом футбольного клуба «Уралан» из Элисты.
20 июня 2012 принадлежащая Илюмжинову компания Credit Mediterranee приобрела 52,5 % Petrol Holding, монополиста на рынке нефтепродуктов Болгарии.
В июле 2012 Илюмжинов приобрёл пакет акций группы компаний «Сюкден» — российского производителя сахара, входящего в состав крупнейшего Международного сахарного трейдера Groupe Sucres&Denrees.
Летом 2017 года приобрёл негосударственный пенсионный фонд (НПФ) «Муниципальный», также став председателем совета директоров фонда.

## Религиозные вопросы
В годы нахождения на посту руководителя Калмыкии, Илюмжинов способствовал строительству синагог, 30 буддийских и 22 православных храмов, мечетей. В ходе переговоров с папой римским Иоанном Павлом II в 1993 году, было достигнуто соглашение о строительстве и построен католический храм.
В память о жертвах депортации калмыков в годы Великой Отечественной войны, в Элисте 27 декабря 2005 был открыт Золотой Храм. И храм, и статуя Будды внутри считаются крупнейшими в Европе.

Религия – это часть общечеловеческой культуры, часть развития нашей цивилизации. Политика – это большой бизнес, а религия – я бы назвал это бизнесом в кубе. Это борьба за рынки сбыта, за рынок распространения своих идей. Я поддерживаю все религии, это часть моей работы, это часть нашей культуры. Самое главное – не уходить в фанатизм, чтобы «-измов» не было, а относиться как к предмету, как к биологии, как к трудам Ницше, например, или как к работам Эйнштейна. Т. е. это продукт человеческой мысли, и тогда все становится на свои места.— «Через Вангу я выходил на Будду», Деловая газета «Взгляд» от 4 августа 2009. Кирсан Илюмжинов

## Общественная деятельность
- 24 ноября 1995 — избран на пост президента Международной шахматной федерации (ФИДЕ).
- 1996 — переизбран президентом ФИДЕ.
- Ноябрь 1998 — переизбран президентом ФИДЕ.
- Ноябрь 2002 — переизбран президентом ФИДЕ.
- 2 июня 2006 — переизбран президентом ФИДЕ.
- 29 сентября 2010 — переизбран президентом ФИДЕ.
- 19 сентября 2011 — по решению высших иерархов Амарапура маханикаи Шри-Ланки, стал хранителем мощей основателя буддизма Будды Шакьямуни. Мощи были переданы на хранение в Центральный буддийский храм Калмыкии.
- 28 мая 2013 — единогласно избран президентом Международной ассоциации интеллектуальных игр (IMSA).
- 11 августа 2014 — переизбран президентом ФИДЕ.
- 23 апреля 2015 — избран членом Совета Международного конвента «Спорт-Аккорд».
- Апрель 2016 — вошёл в состав Попечительского совета Фонда поддержки образования и науки (Алфёровский фонд).

## Спонсорство и организация крупных шахматных мероприятий
- 1996 — матч на звание чемпиона мира по шахматам, Элиста, Россия.
- 1997—1998 — Чемпионат мира по шахматам, Гронинген-Лозанна.
- 1998 — Кубок президента ФИДЕ (Международный супертурнир), Элиста, Россия.
- 1998 — 33-я Всемирная шахматная Олимпиада, Элиста, Россия.
- 1999 — турнир молодых мастеров, Лозанна, Швейцария.
- 1999 — Чемпионат мира по шахматам, Лас Вегас, США.
- 2000 — Чемпионат мира по шахматам, Нью-Дели – Тегеран.
- 2001—2002 — Чемпионат мира по шахматам, Москва, Россия.
- 2004 — Чемпионат мира по шахматам среди женщин, Элиста, Россия.
- 2004 — шахматный Мемориал Ботвинника, Москва, Россия.
- 2006 — матч на звание чемпиона мира по шахматам, Элиста, Россия.
- 2007 — матч на первенство мира, Элиста, Россия.
- 2008 — гран-при ФИДЕ, Элиста, Россия.
- 2010 — 39-я Всемирная шахматная Олимпиада, Ханты-Мансийск, Россия.
- 2011 — настоящее время: Кубок стран Латинской Америки, Кубок стран Карибского бассейна, Кубок Центральной Азии, Мемориал Кампоманеса.
- 2013 — спонсор нескольких турниров Гран-при ФИДЕ.
- 2011, 2013 — кубки малых стран Европы.
- 2015 — матч на первенство мира, Сочи, Россия.
- 2016 — женский матч на первенство мира, Львов, Украина
- 2016 — турнир претендентов, Москва, Россия.

Помимо этого, Илюмжинов организовал 6 российских чемпионатов и 8 российских чемпионатов среди женщин.

## ФИДЕ
В ноябре 1995 избран президентом международной шахматной федерации (ФИДЕ). 2 июня 2006 переизбран президентом ФИДЕ.
В мае 2010 Бюро партии «Яблоко» заявило, что выдвижение Кирсана Илюмжинова на пост Президента ФИДЕ от российской шахматной федерации — позор для России в связи с убийством в 1998 году председателя калмыцкого регионального отделения партии «Яблоко» Ларисы Юдиной. Организатор убийства Сергей Васькин в 1990-х был помощником президента Калмыкии Кирсана Илюмжинова, получил тогда 8 лет колонии за ДТП со смертельным исходом, но был незаконно освобождён и принят на работу в Национальный банк Калмыкии завсектором общественных связей. За убийство Юдиной получил 21 год лишения свободы.

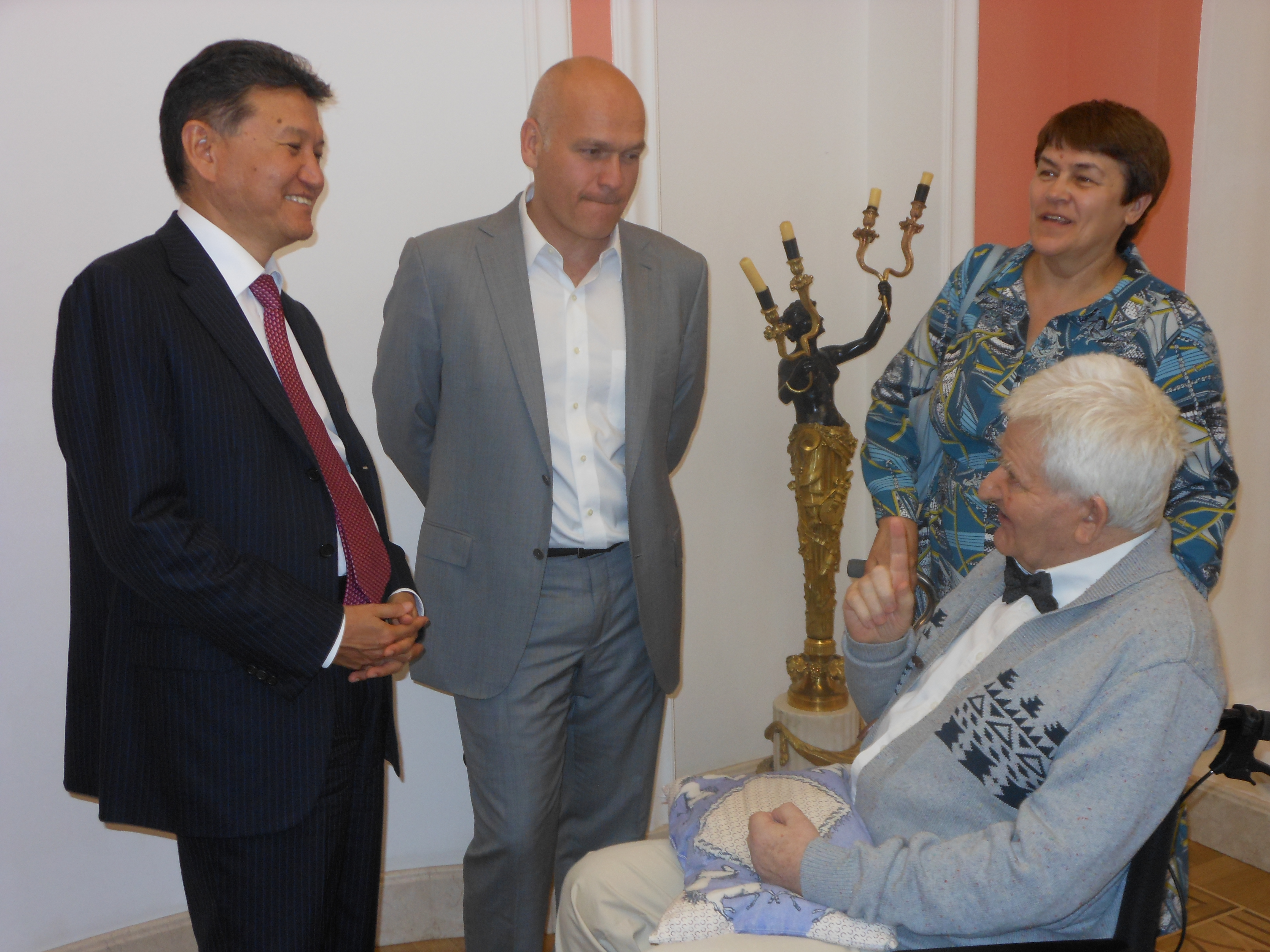
Кирсан Илюмжинов, президент Российской шахматной федерации Андрей Филатов, 10-й чемпион мира Борис Спасский и Валентина Кузнецова на Международном Дне шахмат. Москва, 20 июля 2016

29 сентября 2010 года переизбран президентом ФИДЕ. Помимо Илюмжинова на этот пост претендовал двенадцатый чемпион мира по шахматам Анатолий Карпов. За Илюмжинова было отдано 95 голосов, за Карпова — 55. 12 июля 2010 года Карповым был подан иск против Илюмжинова в Международный спортивный арбитражный суд в связи с процедурой выдвижения его кандидатуры, однако 27 сентября иск был отклонён.
В ноябре 2013 года в Москве состоялся Наблюдательный совет Российской шахматной федерации, в ходе которого его председатель Аркадий Дворкович дал понять, что РШФ не станет поддерживать Кирсана Илюмжинова на ближайших выборах президента ФИДЕ. «По предварительной оценке, президент ФИДЕ не выполнил ни одного обещания, которые он давал, когда избирался», — заявил Дворкович.
27 марта 2017 года ФИДЕ объявила, что Илюмжинов подаёт в отставку, о чём было опубликовано официальное заявление. Илюмжинов опроверг информацию о своей отставке.
В апреле 2018 года ФИДЕ обратилось к Илюмжинову с просьбой незамедлительно уйти в отставку в связи с попаданием функционера под санкции со стороны министерства финансов США, что может отразиться на деятельности ФИДЕ. За это проголосовали 14 из 15 членов президентского совета ФИДЕ и получили ответ: «Не дождутся моей отставки!».
В мае 2018 года Федерация шахмат России проголосовала за поддержку Илюмжинова в его борьбе за президентское кресло, но через два месяца на новом заседании ФШР приоритеты сменились: за Илюмжинова — 2, за Дворковича — 22.
13 июля 2018 года комиссия по этике ФИДЕ отстранила Кирсана Илюмжинова от должности президента «за нарушение Кодекса этики ФИДЕ». Сообщалось, что Илюмжинов не будет баллотироваться на следующих выборах президента ФИДЕ.
3 октября 2018 года на конгрессе ФИДЕ в Батуми президентом ФИДЕ избран бывший вице-премьер Российской Федерации Аркадий Дворкович. Илюмжинов в выборах не участвовал.

## Награды
- Орден Святого благоверного князя Даниила Московского I степени.
- Медаль «300 лет Российскому флоту» (1996).
- Благодарность Президента Российской Федерации (12 августа 1996) — за активное участие в организации и проведении выборной кампании Президента Российской Федерации в 1996 году[38].
- Почётный житель Элисты (1997).
- Орден Дружбы (3 апреля 1997) — за заслуги перед государством и большой вклад в укрепление дружбы и сотрудничества между народами[39].
- Благодарность Президента Российской Федерации (25 августа 2005) — за активное участие в работе Государственного совета Российской Федерации[40].
- Почётная грамота Президента Российской Федерации (12 декабря 2008) — за активное участие в подготовке проекта Конституции Российской Федерации и большой вклад в развитие демократических основ Российской Федерации[41].
- Премия Правительства Российской Федерации в области науки и техники за 2008 год (10 марта 2009) — за разработку и внедрение устойчивой производственной системы получения говядины на основе российских пород мясного скота[42].
- Орден «За заслуги перед Отечеством» IV степени (17 марта 2011) — за многолетнюю добросовестную работу[43].
- Звание «Герой Калмыкии» с вручением ордена Белого Лотоса (5 апреля 2012) — значительный вклад в дело процветания Республики Калмыкия[44].
- Орден «Ключ дружбы» (12 сентября 2012, Кемеровская область) — за неординарный талант руководителя, высочайший профессионализм, неоценимый личный вклад в развитие шахмат в России и мире, сотрудничество с Кемеровской областью[45].

Иностранные
- Орден «Достык» I степени (Казахстан).
- Орден Золотого руна (18 мая 2001, Грузия) — за выдающийся вклад в развитие и популяризацию шахмат во всём мире, укрепление мира и дружбы между народами, поддержку грузинской шахматной школы и плодотворную благотворительную, общественную деятельность[46][47].
- Орден Полярной звезды (2 февраля 2009, Монголия)[48].

Общественные
- Почётный доктор «РЭУ» им. Плеханова в г. Ташкенте.
- Корона Национальной академии прикладных наук России.
- Почётный доктор Армянского государственного педагогического университета им. Хачатура Абовяна.
- Знак Пьера Обри (Франция).
- Золотая медаль мира за гуманитарную деятельность (1992).
- Действительный член Российской академии общественных наук (1994).
- Действительный член Академии социальных наук (1997).
- Золотая медаль им. Ф.Н. Плевако (1997).
- Почётный академик Межрегиональной академии науковедения (1997).
- Почётный доктор Национальной академии прикладных наук России (1998).
- Орден Достоинства, Святой Георгий с мечом (1998).
- Действительный член Академии наук Нью-Йорка (2000).
- Медаль «За вклад в развитие буддийского учения» (2006, Объединение Буддистов Калмыкии)[49].
- Почётный член Российской академии художеств (2010)[50].
- Медаль ЮНЕСКО «За большой личный вклад в сотрудничество между Российской Федерацией и ЮНЕСКО» (2011).
- Памятная медаль Федерации шахмат Узбекистана (2017)[51].

Топонимы
- В день 50-летия Кирсана Илюмжинова его именем названа главная площадь в Сити-Чесс.
- В честь Илюмжинова назван астероид (5570) Кирсан[52].

## Творчество
- Документальная повесть «Терновый венец президента» (1995).
- Снимался в роли самого себя в телесериале «Вангелия» (2013)[53].

## Факты
- Потомственный бузав (донской калмык — казак).
- Неоднократно заявлял о своём контакте с инопланетянами, по его словам имевшем место 18 сентября 1997 года[54][55][56].
- По признанию Илюмжинова, его сын обучается в обычном ВУЗе на географа и зарабатывает деньги переводами[57].
- Проходил по делу журналистки Ларисы Юдиной, найденной убитой 8 июня 1998 года.
- Не раз упоминается в литературном сериале «Этногенез».
- В начале 1990-х годов предлагал свой проект федеративного устройства России, при котором страна состояла бы из 22 субъектов федерации (республик) — 21 ныне существующая республика и 22-я, т. н. «Русская республика», объединившая бы в себе все существовавшие области, края, автономные округа и автономную область[58].
- Будучи членом Верховного Совета СССР, за миллион долларов купил шахматную корону у чемпиона мира Гарри Каспарова[59].
- Согласно собственным заявлениям сейчас проживает 69 жизнь согласно кругу Сансары. При этом в одной из прошлых жизней был епископом в Латинской Америке[60].
- Видел буддистского монаха, который левитировал в позе лотоса[60].
- Заявил, что Сатья Саи Баба подарил ему часы, которые «материализовал из ничего». В ответ Илюмжинов подарил ему свои часы Cartier[60].
- На вопрос про то, во что он верит, заявлял[60]:

Я буддист, но крещённый. И в мусульманство верю, и в иудаизм, и каббалу, и в бабу Вангу, и в инопланетян. Верю во всё, что не мешает мне жить. И в коммунизм верю! Партбилет не выкидывал.